# Канра (Ґумма)

36°14′35″ пн. ш. 138°55′19″ сх. д. / 36.24306° пн. ш. 138.92194° сх. д.
Ка́нра (яп. 甘楽町, かんらまち, МФА: [kanɾa mat͡ɕi̥]) — містечко в Японії, в повіті Канра префектури Ґумма. Станом на 1 жовтня 2007 площа містечка становила 58,57 км². Станом на 1 серпня 2008 населення містечка становило 14 045 осіб.